# Abbos Atoev
Abbos Atoyev (7 de junio de 1986) es un boxeador aficionado uzbeko, más conocido por ganar el oro en la competición de peso semipesado en el Campeonato del Mundo de 2007 y en el peso mediano en 2009. Es zurdo y nació en el pueblo de Qulkhatib del distrito de Vabkent en la provincia de Bujara.

## Carrera
En junio de 2007 ganó el Campeonato de Boxeo Amateur de Asia.
En el Campeonato del Mundo de 2007 derrotó al francés Mamadou Diambang dentro de la distancia, al croata Marijo Šivolija en los cuartos de final, y a Yerkebuian Shynaliyev de Kazajistán en las semifinales.